# Sachenrecht (Frankreich)
In der französischen Rechtswissenschaft bezeichnet Sachenrecht (französisch droit des biens) ein Rechtsgebiet, das sich mit allen beweglichen und unbeweglichen Sachen beschäftigt, die der Aneignung durch eine Person fähig sind und somit ihr Vermögen (französisch patrimoine) bilden können.
Das Sachenrecht ist im II. Buch des Code civil (CC) sowie in einigen Nebengesetzen geregelt. Alle Sachen (französisch biens) sind danach beweglich oder unbeweglich (Art. 516 CC). Immobilien (französisch biens immeubles) gehören zu den unbeweglichen Sachen (Art. 517 CC), das Land und die Gebäude sind von Natur aus unbeweglich (Art. 518 CC). Bewegliche Sachen (französisch biens meubles) sind von Natur aus die Waren, die von einem Ort zum anderen transportiert werden können (Art. 528 CC). Boote, Fähren, Schiffe, Mühlen und Bäder auf Booten und allgemein alle Fabriken, die nicht durch Pfeiler befestigt sind und nicht Teil des Hauses sind, sind beweglich (Art. 531 CC). Der Begriff „bewegliche Sachen“ umfasst im Allgemeinen alles, was gemäß diesen festgelegten Regeln beweglich sein soll (Art. 535 CC).
Dies beinhaltet körperliche und unkörperliche Gegenstände (französisch choses corporelles, französisch choses incorporelles) sowie dingliche und obligatorische Rechte (französisch droits réels, französisch droits personnels). Das Sachenrecht nimmt jedoch – bedingt durch das Kausalprinzip oder Prinzip der kausalen Tradition – keineswegs die Stellung ein, die etwa das Sachenrecht in Deutschland hat: Ein rein dingliches Verfügungsgeschäft (dingliche Einigung) ist dem französischen Recht unbekannt. 